# Rebergues
Rebergues (Nederlands: Rosberge) is een gemeente in het Franse departement Pas-de-Calais (regio Hauts-de-France) en telt 157 inwoners (2004). De plaats maakt deel uit van het arrondissement Sint-Omaars.

## Naam
De plaatsnaam is van Oudnederlandse herkomst. De oudste vermeldingen  van de plaatsnaam zijn Roberga uit 1164 en Rosberga uit het jaar 1170. Het betreft een samenstelling van de woorden riet (Oudnederlands: rōs) en -berg. De huidige Franstalige plaatsnaam is hiervan een fonetische nabootsing.
De spelling van de naam van het dorp heeft door de eeuwen heen gevarieerd. Chronologisch heette het achtereenvolgens: Rosberge (1119-1127), Ruberge (1150), Roberga (1164), Rosberga (1170-1223), Rosberghe (1213), Rosbergha (1218), Ruberghes (1480), Rubergue (1543), Roberghe (1559), Reberg (1762), Rebergue en Reberques (1801). Hierna kreeg en behield het zijn huidige naam en spellingswijze.
In het Frans-Vlaamse dialect wordt de plaats Rosberge genoemd.

## Geografie
De oppervlakte van Rebergues bedraagt 4,7 km², de bevolkingsdichtheid is 33,4 inwoners per km².
De onderstaande kaart toont de ligging van Rebergues met de belangrijkste infrastructuur en aangrenzende gemeenten.

## Demografie
Onderstaande figuur toont het verloop van het inwonertal (bron: INSEE-tellingen).